# Claudio Solaro
Claudio Solaro (Crusinallo d'Omegna, 10 febbraio 1914 – ...) è stato un generale e aviatore italiano, pluridecorato asso dell'aviazione da caccia, all'atto dell'armistizio dell'8 settembre 1943 era accreditato di 11 vittorie individuali, 14 collettive, una probabile e 20 aerei distrutti al suolo e decorato con 2 medaglie d'argento, tre di bronzo, e una Croce di guerra al valor militare, oltre che della Croce di Ferro di 2ª Classe tedesca.

## Biografia
Nacque a Crusinallo d'Omegna, provincia di Novara, il 10 febbraio 1914. Si arruolò nella Regia Aeronautica entrando in servizio permanente effettivo (S.P.E.) il agosto 1936. Partito volontario, con il grado di sottotenente, per combattere nella guerra civile spagnola, fu assegnato alla 26ª Squadriglia, appartenente al XVI Gruppo “La Cucaracha”, equipaggiata con i caccia Fiat C.R.32, e nell agosto 1938 reclamò l'abbattimento di un caccia Polikarpov I-16 "Rata" della FARE. 
Il 30 ottobre dello stesso anno fu abbattuto sopra il territorio controllato dal nemico, e paracadutatosi con successo fu catturato e imprigionato, venendo rilasciato solo nel febbraio del 1939. Rientrato in Italia nel mese di settembre, il mese successivo fu promosso tenente "per meriti di guerra", ed assegnato alla 70ª Squadriglia, 23º Gruppo, del 3º Stormo Caccia Terrestre, equipaggiata con i caccia Fiat C.R.42 Falco. All'atto dell'entrata in guerra del Regno d'Italia, il 10 giugno 1940, il 3º Stormo fu schierato al confine meridionale con la Francia per partecipare alle operazioni belliche in quel settore. Il 15 giugno prese parte alla grande operazione di attacco contro gli aeroporti francesi. Dopo l'armistizio con la Francia il 3º Stormo rientrò a Torino-Mirafiori, mentre il 23º Gruppo divenne Autonomo, e il 9 luglio si trasferì in Sicilia per prendere parte alle operazioni contro l'isola di Malta.
Il 28 luglio assunse il comando della 70ª Squadriglia, incarico che mantenne fino al 1943, ed il 16 novembre l’intero 23º Gruppo fu trasferito in Africa settentrionale italiana. Il 23 dello stesso mese abbatte un caccia Hawker Hurricane su Fifla, il 26 dicembre partecipò all’abbattimento di un Hurricane e di un Gloster Gladiator nel cielo di Sollum, il 4 gennaio 1941 rivendicò l'abbattimento di un bombardiere Bristol Blenheim su Bardia, ed il 16 febbraio venne promosso al grado di capitano per merito di guerra.
Il 4 aprile il 23º Gruppo fu trasferito in Sicilia per essere riequipaggiato con i caccia monoplani Aermacchi C.200 Saetta.  Il 28 novembre ottenne una nuova vittoria abbattendo un Bristol Blenheim nel canale di Sicilia. All’inizio del 1942 il 23º Gruppo si rientrò in seno al 3º Stormo (equipaggiato con i caccia Aermacchi C.202 Folgore), ritornando in Africa settentrionale nel corso dell'estate. Dal 31 luglio al 20 ottobre conseguì 9 vittorie individuali e alcune altre in compartecipazione. Sia il 5 settembre che il 10 novembre fu costretto ad un atterraggio di emergenza in seguito ai danni riportati dal suo aereo in combattimento, uscendone illeso entrambe le volte.  
Nel gennaio 1943 il 3º Stormo fu l'ultima unità a lasciare il cielo di Tripoli, ritirandosi dalla Libia alla Tunisia e successivamente rientrando in Patria nel mese di marzo. All'atto dell'armistizio dell'8 settembre 1943 era accreditato di 11 vittorie individuali, 14 collettive, 1 probabile e 20 aerei distrutti al suolo, e decorato con 2 Medaglie d'argento, tre di bronzo al valor militare, della Croce di guerra al valor militare e della Croce di Ferro di 2ª Classe tedesca.
Dopo la fine della guerra rimase in servizio attivo, partecipando attivamente alla rinascita dell'Aeronautica Militare Italiana, prestando servizio sia in unità operative che presso il Quartier generale di Roma. Al momento del congedo aveva il grado di generale di squadra aerea.

### Annotazioni
1. ↑  Si trattava di sei caccia Curtiss P-40, un Supermarine Spitfire e due aerosiluranti Fairey Albacore.
2. ↑  Una conseguita in Spagna e dieci durante il secondo conflitto mondiale.

### Fonti
1. 1 2 3 4 5 6  Håkans aviation page.
2. 1 2 3  Logoluso 2010, p. 40.
3. ↑  Logoluso 2010, p. 73.
4. 1 2 3  Gustavsson, Caruana, Slongo 2013, p. 36.
5. 1 2  Ufficio Storico dell'Aeronautica Militare 1977, p. 24.
6. 1 2 3 4 5  Ufficio Storico dell'Aeronautica Militare 1977, p. 25.
7. 1 2  Apostolo, Caruana 2012, p. 28.
8. 1 2  Apostolo, Caruana 2012, p. 94.
9. 1 2  Ufficio Storico dell'Aeronautica Militare 1977, p. 26.
10. 1 2 3  Apostolo, Caruana 2012, p. 86.
11. ↑  Gazzetta Ufficiale del Regno d'Italia n.228 del 26 novembre 1941.
12. ↑  Bollettino Ufficiale 1941, disp.45.